# Distrito electoral de Olive (condado de Saline, Nebraska)
Olive (en inglés: Olive Precinct) es un distrito electoral ubicado en el condado de Saline en el estado estadounidense de Nebraska. En el Censo de 2010 tenía una población de 240 habitantes y una densidad poblacional de 2,57 personas por km².

## Geografía
Olive se encuentra ubicado en las coordenadas 40°24′1″N 97°18′9″O / 40.40028, -97.30250. Según la Oficina del Censo de los Estados Unidos, Olive tiene una superficie total de 93.35 km², de la cual 93.26 km² corresponden a tierra firme y (0.09%) 0.09 km² es agua.

## Demografía
Según el censo de 2010, había 240 personas residiendo en Olive. La densidad de población era de 2,57 hab./km². De los 240 habitantes, Olive estaba compuesto por el 97.92% blancos, el 0.42% eran afroamericanos, el 0% eran amerindios, el 0% eran asiáticos, el 0% eran isleños del Pacífico, el 1.67% eran de otras razas y el 0% pertenecían a dos o más razas. Del total de la población el 3.33% eran hispanos o latinos de cualquier raza.